# Sissel Wibom
Sissel Wibom, född 22 juni 1962 i Stockholm, är en svensk konstnär.
Wibom studerade vid Académie des Beaux-Arts i Paris 1984–1986 och vid Kungliga Konsthögskolan i Stockholm 1986–1991. Hon är främst känd som porträttmålare med en egen karakteristisk figurativ stil. Hon har även utfört färgsättningar till flera offentliga byggnader. Hon tilldelades Maria Bonnier Dahlins stipendium 1990.